# Nax
Nax foi uma comuna da Suíça, no Cantão Valais, com cerca de 403 habitantes. Estendia-se por uma área de 24,50 km², de densidade populacional de 16 hab/km². Confinava com as seguintes comunas: Grimentz, Grône, Mase, Saint-Jean, Saint-Martin, Sion, Vernamiège, Vex. 
A língua oficial nesta comuna era o Francês.

## História
Em 1 de janeiro de 2011, passou a formar parte da comuna de Mont-Noble.